# 水産学校
水産学校（すいさんがっこう）とは、水産について教授する学校。
日本にかつてあった水産学校は以下の通り。

## おもな学校
高等実業学校
- 函館高等水産学校（1898年設置の札幌農学校水産学科、のち東北帝国大学農科大学水産学科、北海道帝国大学附属水産専門部）
- 東京農林学校水産科、のち帝国大学農科大学水産学講座
- 大日本水産会水産伝習所、大日本水産学校（1887年）、のち官立水産講習所（東京水産大学/現東京海洋大学）
- 釜山高等水産学校（水産大学校）

実業学校
- 北海道庁立水産学校（北海道庁立小樽水産学校、北海道立小樽水産高等学校、現・北海道小樽水産高等学校）
- 北海道庁立厚岸水産学校、北海道立厚岸水産学校（北海道立厚岸水産高等学校、北海道厚岸高等学校、現・北海道厚岸水産高等学校）
- 北海道庁立函館水産学校（現・北海道函館水産高等学校）
- 北海道庁立根室実業学校（北海道庁立根室商業高等学校、北海道庁立根室高等学校、北海道立根室高等学校、現・北海道根室高等学校）
- 村立湊水産学校/青森県立水産学校（青森県立八戸水産高等学校）
- 下閉伊郡簡易水産学校 （現・岩手県立宮古水産高等学校）
- 岩手県広田水産学校/岩手県立広田水産学校（岩手県立広田水産高等学校）
- 秋田県立水産学校（秋田県立船川水産高等学校/秋田県立男鹿海洋高等学校）
- 郡立本吉水産学校/宮城県水産試験場気仙沼分場講習部/県立宮城県気仙沼水産学校/宮城県気仙沼水産高等学校 （宮城県気仙沼向洋高等学校）
- 牡鹿郡簡易水産学校（宮城県水産高等学校）
- 山形県立水産学校（山形県立加茂水産高等学校）
- 福島県水産講習所、福島県立小名浜水産学校（福島県立小名浜水産高等学校、現・福島県立いわき海星高等学校）
- 茨城県水産試験場講習部、茨城県立湊水産学校（茨城県立那珂湊水産高等学校、現・茨城県立海洋高等学校）
- 千葉県立銚子水産学校（千葉県立銚子水産高等学校/千葉県立銚子商業高等学校）
- 神奈川県立水産学校（神奈川県立海洋科学高等学校）
- 東京都立大島農林学校水産科（東京都立大島南高等学校、現・東京都立大島海洋国際高等学校）
- 石川県立宇出津水産学校（石川県立能都北辰高等学校）
- 西頸城郡立能生水産学校/新潟県立能生水産学校（新潟県立能生水産高等学校 新潟県立海洋高等学校）
- 焼津町立焼津水産学校/静岡県立焼津水産学校（静岡県立焼津水産高等学校）
- 片浜村外8箇村学校組合立駿東農林水産学校（静岡県立沼津城北高等学校）
- 愛知県水産試験場附設講習所/愛知県立三谷水産学校（愛知県立三谷水産高等学校）
- 富山県立水産学校（富山県立海洋高等学校）
- 簡易農学校水産科/福井県水産学校/福井県立小浜水産学校（現・福井県立若狭高等学校）
- 三重県志摩郡立水産学校/三重県立志摩水産学校（三重県立水産高等学校）
- 京都府水産講習所/京都府立宮津水産学校（京都府立水産高等学校、現・京都府立海洋高等学校）
- 兵庫県立香住水産学校（兵庫県立香住水産高等学校、兵庫県立水産高等学校、現・兵庫県立香住高等学校）
- 和歌山県水産試験場併設修練所/和歌山県立水産学校（1948年3月廃校）
- 鳥取県立水産学校（鳥取県立境水産高等学校/鳥取県立境港総合技術高等学校）
- 島根県水産講習所。合併し島根県立隠岐商船水産学校（1936年 島根県立隠岐水産学校、島根県立隠岐水産高等学校）
- 山口県水産養成所/山口県立水産学校（山口県立水産高等学校/山口県立大津緑洋高等学校）
- 徳島県立水産学校（徳島県水産高等学校/徳島県立徳島科学技術高等学校）
- 香川県立水産学校（香川県立多度津水産高等学校/香川県立多度津高等学校）
- 愛媛県立水産学校（愛媛県立水産高等学校/愛媛県立宇和島水産高等学校）
- 長崎県立水産学校（長崎県立長崎鶴洋高等学校）
- 宮崎県立油津水産学校（宮崎県立吾田高等学校/宮崎県立日南農林高等学校）
- 鹿児島県立商船水産学校（鹿児島県枕崎高等学校第一部、鹿児島県枕崎水産高等学校、鹿児島県立枕崎水産高等学校、鹿児島県立鹿児島水産高等学校）
- 沖縄県立水産学校（沖縄県立沖縄水産高等学校）